# Глен Уилън
Глен Дейвид Уилън (роден на 13 януари 1984) е ирландски футболист, който играе като полузащитник за клуба във Висшата лига, Стоук Сити и за националния отбор на Република Ирландия.
Уилън започва кариерата си в Манчестър Сити, там има само една изява, която го доведе в Купата на УЕФА и след това бе даден под наем в Бъри, малко по-късно той се премести да играе за Шефилд Уензди. През януари 2008 г. Уилън стана част от Стоук Сити срещу такса от £ 500 000, с които той достигна до Висшата лига. Отне му известно време, за да се установи в плановете за титулярен състав в елита на Тони Пулис, и до 2009 г. той стана редовен играч и продължи да играе на финала на ФА Къп през 2011 г., но стария му клуб Манчестър Сити победи Стоук с 1 – 0. Уилън продължи да бъде титуляр за отбора на Пулис и запази мястото си при Марк Хюз.

## Биография
Уилън е израснал в Палмерстаун и е посещавал Националното училище за момчета Св. Лоркан.

### Клубна кариера

#### Манчестър Сити
Уилън започва кариерата си в Манчестър Сити, където се присъединява от ирландския фидер клуб Чери Орчард през 2001 г. Той се появи в Купата на УЕФА само веднъж, като резерва за Пол Босвелт през август 2003 г., преди да се присъедини към Бъри под наем за един месец – септември. След като се появи в Световната младежка купа на Република Ирландия през ноември и декември, той се завърна в Бъри на още един месец, на 24 декември 2003 г.

#### Шефилд Уензди
Уилън се присъедини към Шефилд Уензди със свободен трансфер през лятото на 2004 г. Той направи своя дебют за Уензди срещу Хъдърсфийлд на 21 август и в следващия си мач, при равенство срещу Уолсол за Купата на Лигата, той направи асистенция и си заслужи похвала от мениджъра. Той вкара първия си гол за Уензди в равенството с 1 – 1 срещу Уолсол в лигата. Обещаващо начало на неговата кариера в Уензди бе замъглено, когато той беше изгонен от мача срещу Ковънтри Сити за Купата на Лигата за „непристойно поведение“, срещата завърши с равенство. Въпреки това, служебният мениджър, Марк Смит разкритикува решението на съдията. С новия мениджър, Пол Стърок, отборът успя да завърши на 5-о място в сезон 2004 – 05, където те победиха Брентфорд, за да достигнат финала на плейофите. Уилън бе избран за „играч на мача“ във финала на плайофите на Първа лига срещу Хартлипул Юнайтед на стадион Милениум в Кардиф след като вкара победния трети гол за Уензди.
След като Уензди успя да се достигне до Чемпиъншип, Уилън бе изпробван като капитан от Пол Стърок след като титулярния капитан, Лий Буллен беше контузен. Уензди успя да избегне незабавно връщане към третото ниво през 2005 – 06 г., тъй като те завършиха на 19-а позиция. Уилън изигра 46 мача този сезон, като отбеляза само веднъж, в поражението с 2 – 1 срещу Уотфорд.
През юли 2006 г., Уилън бе включен в трансферния списък от Стърок, след засилената конкуренция за местата на полузащитници в Уензди след пристигането на Уейд Смол, Кени Лунт и Йоан Фолли. Впоследствие той бе отстранен от трансферния списък от следващия мениджър, Брайън Лоус. Уилън възстановени вярата в себе си с отбелязването на седем гола. След това той продължи да печели редица награди в клубния сезон 2006 – 07. Изпълненията му накараха мениджъра Лоус, да започне договорни преговори с Уилън. Шефилд Уензди отхвърли офертите за Уилън от Бърнли и Плимут Аргайл през януари 2008 г. Все пак, оферта за £ 500 000 от Стоук Сити е приета в последния трансферен ден.

##### Стоук Сити
Уилън се присъедини към Стоук Сити на 30 януари 2008 г. срещу £500 000 и с договор за три години и половина. Той игра за Стоук Сити за първи път в мача от Чемпиъншип срещу Кардиф Сити на 2 февруари 2008 г., когато той влезе като резерва на Мамади Сидибе в 82-ра минута. Уилън стартира за Стоук Сити още в следващия мач, в който победиха с 4 – 2 срещу Уулвърхемптън. Той вкара първия си гол за Стоук при домакинската загуба на Кристъл Палас на 7 април 2008 г. Уилън игра 14 пъти за Стоук Сити през сезон 2007 – 08 като Стоук завърши 2-ри и достигнаха до Висшата лига.
Уилън беше в началния състав при първия мач на клуба във Висшата лига срещу Болтън. Уилън не игра добре и като резултат той започна да играе в мачове от Купата на Лигата. Въпреки това отстъпление, Уилън остана редовен играч в ирландския национален отбор. През декември 2008 г. Уилън е бил свързан с отдалечаване от Британия Стейдиъм но той разкри, че иска да остане. През декември 2008 г. Уилън бе свързан с отдалечаването от Британия Стейдиъм, но той разкри, че иска да остане. Уилън успя да върне пътя си обратно към сърцето на отбора и се превърна във важен играч в успешната борба за оцеляването на Стоук. Уилън вкара в последната минута изравнителен гол срещу Астън Вила на 1 март. Той подписа нов четиригодишен договор със Стоук на 15 септември 2009 г. Той вкара първия си гол за сезон 2009 – 10 срещу Тотнъм, когато Стоук победи с 1 – 0. Той продължи да вкарва, като отбеляза в мача срещу Манчестър Сити, който завърши с равенството 1 – 1. Играчът на Арсенал, Аарон Рамзи, похвали Уилън за неговата подкрепа след като кракът на Рамзи пострада в един мач между Стоук и Арсенал.
Той направи 100-тния си мач за Стоук в победата с 2 – 0 над Евертън на 1 януари 2011 г. Уилън изигра ключова роля в навечерието на първия финал на FA Cup на Стоук. Уилън направи класни изяви за клуба на 8 май 2011 срещу Арсенал. Той игра и на финала за ФА Къп през 2011 г., когато Стоук загубили с 1 – 0 от стария му клуб, Манчестър Сити.
Уилън отбеляза гол за Стоук срещу ФК Тюн в Лига Европа през август 2011 г. В мача срещу Болтън реферът, Хауърд Уеб присъди непряк свободен удар в наказателното поле срещу Уилън. Кевин Дейвис вкара и успя да изведе Болтън напред. Председателя на Стоук, Питър Коутс разкритикува спорното решение на съдията да санкционира Уилън. Уилън вкара гол и срещу Блекбърн през ноември 2011 г. През януари 2012 г., старши треньора, Тони Пулис потвърди, че иска Уилън да подпише нов договор като заяви: "Всеки път, когато кажем на Глен, че трябва да се стигне до следващото ниво, той го прави. Той е добро момче, много е праволинеен. „Уилън подписа нов договор за три години и половина на 11 януари 2012 г., и каза: „Аз обичам живота и в момента нещата вървят много добре, така че с абсолютно удоволствие ще съм ангажиран за дълъг период в клуба“.
През март 2012 г., Уилън прави своето 37-о международно участие за Република Ирландия. През лятото на 2012 г., Стоук подписа с Чарли Адам и Стивън Нзонзи и мястото на Уилън се оказа под заплаха, но той показа на какво е способен и запази мястото си за сезон 2012 – 13. Уилън игра 34 пъти през 2012 – 13, когато Стоук завърши на 13-о място. Той завърши сезона лошо, когато бе замесен в кавга в съблекалнята с Кенуайн Джоунс. В края на сезон 2012 – 13 Тони Пулис бе заменен от Марк Хюз и Уилън заяви, че се надява промяна в стила на игра да помогне на отбора да вкарва повече голове. Уилън първоначално трябваше да се бори за мястото си при Хюз в началото на сезон 2013 – 14, но той скоро отново стана тируляр. Уилън става жизненоважен член на екипа на Хюз като той направи 36 изяви, а Стоук завърши на 9-о място. Уилън описа сезон 2013 – 14 като най-добрият му за клуба.
Уилън запази мястото си в отбора в началото на сезон 2014 – 15, преди да бъде изключен за шест седмици, тъй като претърпя фрактура на крака, докато играеше за Ирландия през октомври 2014 г. Той се върна в отбора през декември 2014 г. След като успешно се възстановява от контузията си. Уилън подписа договор за две години през януари 2015 г. През февруари 2015 г., след нараняване на капитана, Райън Шоукрос, Уилън стана временен капитан и след тъжното поражение с 4 – 1 срещу Блекбърн за ФА Купата, Уилън направи тирада към съотборниците си в съблекалнята. Уилън игра 30 пъти за Стоук в сезон 2014 – 15 като отборът му завърши на деветата позиция за втори сезон, а краят му бе отбелязан с победа с 6 – 1 срещу Ливърпул. Уилън е обявен от съотборниците си за герой.
Уилън отново бе ключова фигура при Хюз в сезон 2015 – 16, което направи 42 изяви, а Стоук (чиито спонсор Bet365 към момента е спонсор и на българския Лудогорец) отново завърши на 9-о място. Той се изяви като капитан по време на сезона заради контузията на Райън Шоукрос. Той направи 300-ния си мач за Стоук на 12 март 2016 срещу Саутхемптън, когато Стоук загуби с 2 – 1 у дома. В края, Уилън призна, че е разочарован, че отборът не завърши по-напред в класирането.
Преди началото на сезон 2016 – 17, Уилън подписа удължаване на договор с една година през юли 2016 г., което го свързва с Стоук до лятото на 2018 г.
Към момента Стоук Сити

#### Международната кариера
През октомври 2000, Уилън бе част от националния отбор по футбол под 16 години на Република Ирландия, в квалификационен турнир в Рига за УЕФА Европейското първенство по футбол през 2001, за играчи под 16 години. След това продължи да играе за Република Ирландия като бе част от отбора за под 20 във ФИФА световно първенство за юноши от 2003 г.
Уилън дебютира за старшия отбор на страната си срещу Сърбия през май 2008 г. и вкара първия си международен гол срещу Грузия в Майнц, Германия на 6 септември 2008 г. От назначаването на Джовани Трапатони, Уилън се превърна в ключов член на отбора и направи 11 поредни мача, въпреки че по-рано бе считан за „незначителен“. Той вкара втория си гол за Ирландия срещу Италия със зрелищен удар от почти 22 метра на 10 октомври 2009 г., когато срещата завърши при равенство 2 – 2. Уилън беше титуляр и в двете полувремена срещу Франция, когато Ирландия бе скандално нокаутирана с 2 – 1 общ резултат след продължения.
Уилън отново присъстваше плътно в халфовата линия на Ирландия в квалификации за УЕФА Евро 2012 и той бе част от екипа, който осигури класирането за УЕФА Евро 2012 с безпрецедентната победа с 5 – 1 на плейоф срещу Естония. Уилън беше част от 23-членния отбор на Трапатони по време на Европейското първенство в Полша и Украйна през 2012 г. Ирландия имаше лош късмет и бе елиминирана след като загуби от всички останали три отбора от Група C.
Уилън бе определен като „много слаб“ играч от коментатора на RTÉ, Иймън Дънфи в резултат на по-слабото му представяне в квалификационния мач срещу Швеция за световната купа на ФИФА през 2014. Уилън отвърна на Дънфи като каза, че той не е нищо повече от „медиен хулиган“.

#### Личен живот
Уилън израства в Дъблин като привърженик на Ливърпул. Въпреки това, той казва, че Пол Макграт е неговия идол. Докато живее в Дъблин, Уилън посещава мачовете от Лигата на Ирландия на Свети Патрик Атлетик и определя Пол Осъм като любимия си играч от „Св Пат“. Уилън е женен за Карън, с която той има дъщеря – Аби и син – Джак.